# Варшавский, Абрам Моисеевич
Абрам Моисеевич Варшавский (1821—1888) — русский финансист, общественный деятель, филантроп, концессионер и строитель железных дорог в Российской империи, благотворитель, предприниматель, банкир. Получил звания коммерции советника (1870 г.), потомственного почётного гражданина, множество наград. Купец 1-й гильдии. В некоторых источниках: Антон Моисеевич Варшавский.

## Биография
Родился в 1821 году в Николаеве, отец Моисей Варшавский.
А. М. Варшавский начал свою карьеру в начале 60-х гг. XIX века. Сколотил своё состояние на винных откупах, военных заказах или железнодорожном строительстве. Был страстным коллекционером ковров. Также занимался в снабжением русской армии продовольствием.
После вступления в силу в 1859 год закона, открывшего возможности богатому еврейскому купечеству переселяться в крупные города, находившиеся за пределами черты оседлости, обосновался в Санкт-Петербурге. Был борцом за права евреев в России, сооснователь ОРТа, был одним из старейших членов правления Еврейской общины и синагоги в Санкт-Петербурге.
Принимал активное участвовал в строительстве железных дорог 1860—1880 гг. А. М. Варшавский совместно с братьями М. и Л. Фридляндами участвовал в постройке Московско-Брестской железной дороги. Благодаря его предложениям удалось почти наполовину удешевить строительство, что дало значительную экономию для бюджета Российской империи.
А. М. Варшавский участвовал в работе созданной при МВД Высшей комиссии по рассмотрению законов о евреях (1883—1888 гг.) в качестве эксперта. Он активно и успешно боролся за права евреев в Российской империи.
Строительство Хоральной синагоги. А. М. Варшавский участвовал в подыскании места для строительства Хоральной синагоги.
Был членом комитета по сооружению синагоги, внёс на это большие средства.

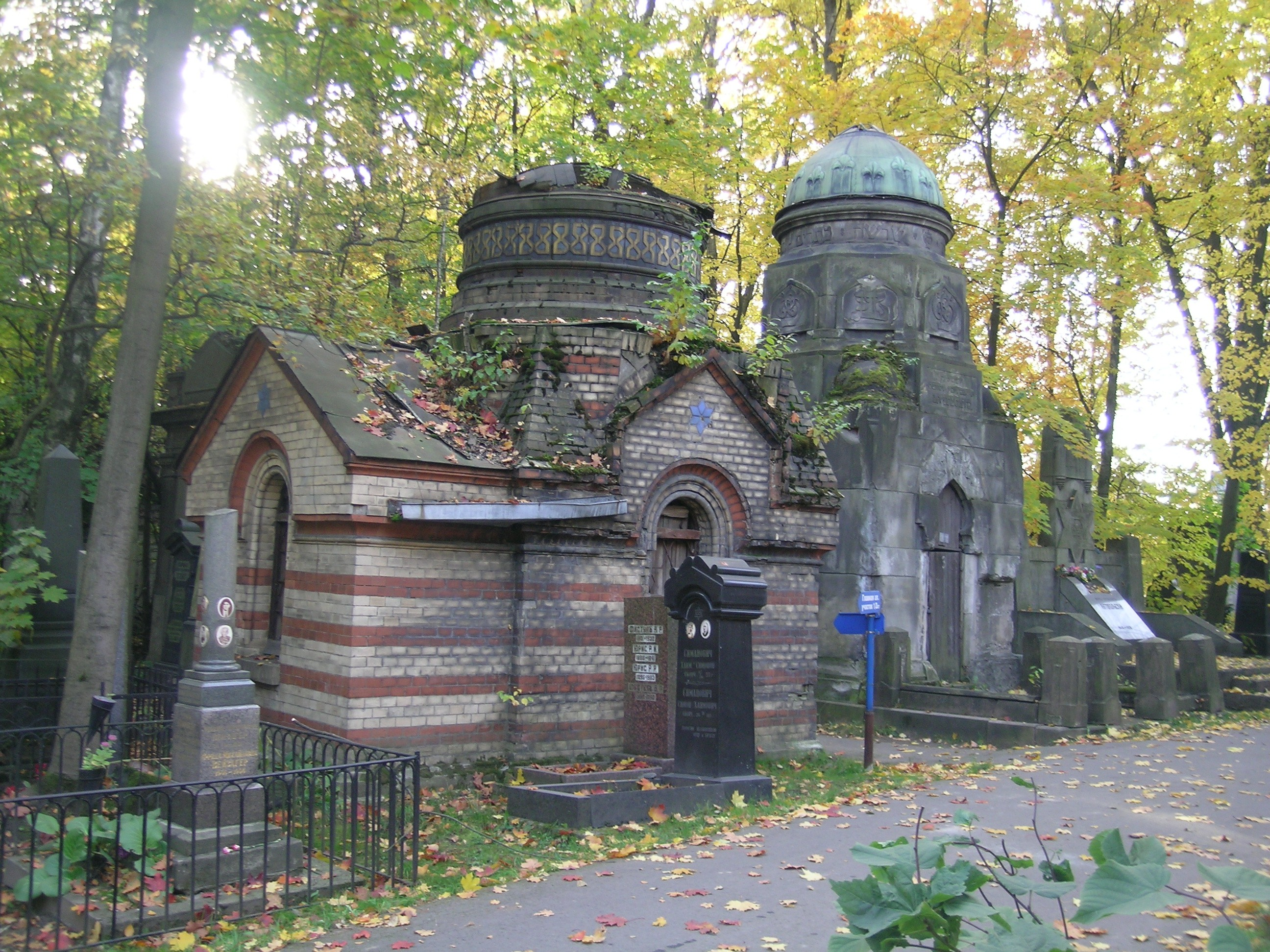
Склеп Варшавских справа

В 1888 разорился и повесился. Похоронен на Еврейском кладбище в Санкт-Петербурге в склепе у Дома омовения. (Участок: 0-3 ст., Место: 1А).
На погребение прибыли из провинции многочисленные депутации в лице раввинов и видных местных общественных деятелей.
Cклеп с бирюзовым куполом, стиль «эклектический». Архитектор Гевирц, Яков Германович.
Во время прощания с А. М. Варшавским умер его деловой партнёр и близкий родственник С. С. Поляков. Поляков потерял сознание — «был сражён ударом» — и затем скончался. Его сын был женат на дочери Полякова, Розалии.

## Личная жизнь
Жена: Бейла (Изабелла) Варшавская — уроженка Полтавы, скончалась в Париже в 1884 году.
Дети:
- Леон Абрамович Варшавский (?—1929) — действительный статский советник, российский промышленник. Зять известного промышленника С. С. Полякова, был женат на его дочери Розалии (Розалия Естер Ребекка Полякова).  Директор правления Царскосельской и Фастовской железных дорог.
- Марк Абрамович Варшавский (1844—1922) — российский промышленник, сахарозаводчик(председатель хозяйственного правления петербургской общины, участвовал в постройке дома отпевания на Преображенском кладбище, упомянут в книге «Шум времени» О. Э. Мандельштама).

## Благотворительность
- Жертвовал значительные суммы на развитие российских учебных заведений и иных учреждений.
- Сооснователь ОРТа.
- Внёс большие средства на постройку Хоральной синагоги, организовал и финансировал множество еврейских учреждений (Сиротский дом, училища, кладбища,…)
- Оказывал всяческое содействие многочисленным общественным начинаниям в черте оседлости.
- В своём полтавском имении построил школу для крестьянских детей.